# キャンベラ国際空港
キャンベラ国際空港（キャンベラこくさいくうこう、Canberra International Airport）は、オーストラリアの首都キャンベラ東部近郊に位置する空港である。建設地点が決定されてまもなく、1920年代に敷かれた古い滑走路から整備されてきた。
現在、同空港はオーストラリア首都特別地域を取り囲むニューサウスウェールズ州南部の主要な空港であり、シドニー、ニューカッスル、メルボルン、ブリスベン、ゴールドコースト、アデレード、パースにノンストップ便が就航している。カンタス航空は主にシドニーへのコードシェア便を提携会社に提供し、同空港の「国際」空港としての面目を守っている。国際チャーター便や国賓も時おり飛来する。2004年、フィジーへの定期便が短期間就航したことがあるが、現在は国際直行定期便はない。
現在、同空港はシドニー空港やメルボルン空港が気象条件により着陸が制限される場合の代替着陸地として利用されることがある。
同空港へのアクセス公共交通機関は、タクシー、シャトルバスなどがある。

## 就航路線

### 国内線
| 航空会社                   | 就航地                                                                               |
| -------------------------- | ------------------------------------------------------------------------------------ |
| カンタス航空               | メルボルン、アデレード、ブリズベン、パース                                           |
| カンタスリンク             | シドニー、メルボルン、ブリズベン、パース、アデレード、ダーウィン、ホバート、ケアンズ |
| ヴァージン・オーストラリア | シドニー、メルボルン、アデレード、ブリズベン、ゴールドコースト                       |
| フライペリカン             | ダボ、ニューカッスル                                                                 |

### 国際線
| 航空会社     | 就航地               |
| ------------ | -------------------- |
| カタール航空 | ドーハ(シドニー経由) |

## 就航都市
- オーストラリア シドニー、メルボルン、ブリズベン、パース、アデレード、ダーウィン、ホバート、ゴールドコースト、ケアンズ
- カタール ドーハ